# Exorista fuscipennis
Exorista fuscipennis là một loài ruồi trong họ Tachinidae.